# Neil Ross
Neilson "Neil" Ross (nascido em 31 de dezembro de 1944) é um dublador e anunciante anglo-americano, que atualmente reside e trabalha em Los Angeles, nos Estados Unidos. Ele já fez as vozes de vários personagens (a maioria secundários) em diversos cartoons estadunidenses, particularmente aqueles baseados nos produtos da Hasbro e Marvel Comics, e em numerosos jogos eletrônicos. Ross também já usou a sua voz como anunciante em vários filmes, incluindo Back to the Future III, Babe, Quiz Show e Being John Malkovich. Ele também dublou General Klump & Capitão Skurvy em Donkey Kong Country série animada.

## Filmografia

### Animação
| Ano       | Título                                             | Papel                                                                        | Referências |
| --------- | -------------------------------------------------- | ---------------------------------------------------------------------------- | ----------- |
| 1981      | Spider-Man (1981)                                  | Green Goblin/Norman Osborn                                                   |             |
| 1983      | Spider-Man and his Amazing Friends                 | Cyclops                                                                      |             |
| 1983-1986 | G.I. Joe                                           | "Buzzer", "Dusty", "Heavy Metal", "Monkeywrench", "Shipwreck", "Thunder"     |             |
| 1984      | Poochie                                            | Hermes                                                                       |             |
| 1984      | Voltron: Defender of the Universe                  | Keith                                                                        |             |
| 1984–1987 | The Transformers                                   | Bonecrusher, Hook, Springer, Slag, Sixshot, Pointblank, Fracas               |             |
| 1985-1992 | Cap'n O. G. Readmore                               | O. G. Readmore                                                               |             |
| 1985–1986 | Jem                                                | Howard Sands, Hector Ramirez                                                 |             |
| 1985–1986 | Hulk Hogan's Rock 'n' Wrestling                    | Gene Okerlund                                                                |             |
| 1986      | Galaxy High                                        | Rotten Roland                                                                |             |
| 1986      | Inhumanoids                                        | Herc Armstrong, Tank, Ssslither, Sabre Jet, Ronald Reagan, Hector Ramirez    |             |
| 1986      | Rambo: The Force of Freedom                        | John J. Rambo                                                                |             |
| 1986      | The Centurions                                     | Ace McCloud                                                                  |             |
| 1987      | Bionic Six                                         | F.L.U.F.F.I.                                                                 |             |
| 1987      | The Little Troll Prince                            |                                                                              |             |
| 1987      | Visionaries: Knights of the Magical Light          | Leoric                                                                       |             |
| 1987      | Spiral Zone                                        | Overlord, Wolfgang 'Tank' Schmidt                                            |             |
| 1989      | X-Men: Pryde of the X-Men                          | Nightcrawler                                                                 |             |
| 1990–1991 | Attack of the Killer Tomatoes: The Animated Series | Whitley White                                                                |             |
| 1990–1991 | Wake, Rattle and Roll                              | Axel, Baba Looey                                                             |             |
| 1990–1991 | Zazoo U                                            | Logan Chomper                                                                |             |
| 1991      | Yo Yogi!                                           | Morocco Mole                                                                 |             |
| 1992–1994 | Batman: The Animated Series                        | Dealer, Ratso, Jake                                                          |             |
| 1993-1994 | SWAT Kats: The Radical Squadron                    | Mac Mange                                                                    |             |
| 1994      | Fantastic Four                                     | Doctor Doom (Season 1), Puppet Master Warlord Krang, Super-Skrull (Season 1) |             |
| 1994–1996 | Iron Man                                           | Fin Fang Foom, Wellington Yinsen, Howard Walter Stark, Blizzard              |             |
| 1995–1997 | The Mask: The Animated Series                      | Lt. Kellaway, Sly Eastenegger                                                |             |
| 1995–1998 | Spider-Man (1994)                                  | Green Goblin/Norman Osborn                                                   |             |
| 1996      | Mortal Kombat: Defenders of the Realm              | Shang Tsung                                                                  |             |
| 2000      | Oh Yeah! Cartoons                                  | Al, Pirate                                                                   |             |
| 2000–2007 | Harvey Birdman, Attorney at Law                    | Vulturo, Dr. Benton Quest, Ding-A-Ling Wolf, Rehnquist                       |             |
| 2003–2009 | My Life as a Teenage Robot                         | Dr. Phineas Mogg, Redneck, Agente #1                                         |             |
| 2003-2005 | Jakers! The Adventures of Piggley Winks            | Mr. McGandry, Mr. O'Hopper                                                   |             |
| 2004      | The Adventures of Jimmy Neutron: Boy Genius        |                                                                              |             |
| 2007      | Ben 10                                             | Wainwright, Guarda #2, Radio #1                                              |             |
| 2012      | The Avengers: Earth's Mightiest Heroes             | William Cross / Crossfire, Thug 1, Security Guard                            |             |
| 2012–2013 | Kung Fu Panda: Legends of Awesomeness              | Constable Hu                                                                 |             |
| 2017      | Be Cool, Scooby-Doo!                               | Scrooge, Symposium Head                                                      | [ 3 ]       |
| 2019      | The Tom and Jerry Show                             | Dr. Frankenstein                                                             |             |

### Filmes
- Lifepod (1981) – (voz)
- Explorers (1985) – (voz)
- Transformers: The Movie[1] (1986) – Bonecrusher / Hook / Springer / Slag (voz)
- An American Tail (1986) – Honest John (voz)
- G.I. Joe: The Movie (1987) - Buzzer / Dusty / Monkeywrench / Shipwreck (voz)
- Innerspace (1987) – Pod Computer (voz)
- Little Nemo: Adventures in Slumberland (1989) – Oompa (voz)
- Back to the Future Part II (1989) – Biff Tannen Narrador (voz)
- Dick Tracy (1990) – Radio Locutor #3 (voz)
- Gremlins 2: The New Batch (1990) – Locutor (voz)
- Salute to Life (1990) – Doctor
- Dragon and Slippers (1991) - Jester (voz)
- The Little Engine That Could (1991, Short) – Doc / Control Tower / Handy Pandy (voz)
- Bill & Ted's Bogus Journey (1991) – Station Twin No. 2 (voz)
- FernGully: The Last Rainforest (1992) – Elder (voz)
- Batman: Mask of the Phantasm (1993) – (voz)
- Thumbelina (1994) – Mr. Bear / Mr. Fox (voz)
- A Troll in Central Park (1994) – Pancy (voz)
- Quiz Show (1994) – Twenty-One Locutor
- The Pebble and the Penguin (1995) – Scrawny (voz)
- Babe (1995) – (voz)
- Once Upon a Time...When We Were Colored (1995) – (sem créditos)
- The Brave Little Toaster to the Rescue (1999) - Security Camera (sem créditos)
- Speedway Junky (1999) – (voz)
- Scooby-Doo! and the Witch's Ghost (1999) – Mayor Corey (voz)
- Being John Malkovich (1999) – Narrador de Malkovich (voz)
- Scooby-Doo and the Alien Invaders (2000) – Sergio (voz)
- It's the Pied Piper, Charlie Brown (2000, TV Movie) – (voz)
- Red Planet (2000) – Space Suit (voz, sem créditos)
- The SpongeBob SquarePants Movie (2004) – Cyclops (voz)
- Son of the Mask (2005) – Deep Alvey voz (voz)
- Tom and Jerry: The Fast and the Furry (2005) – Dr. Professor / Diretor (voz)
- The Ant Bully (2006) - Wasp #1 / Wasp #5 (voz)
- Operation: Z.E.R.O. (2006, TV Movie) – Avo
- Garfield Gets Real (2007) – Wally / Charles (voz)
- Dragonlance: Dragons of Autumn Twilight (2008) – Fizban / Paladine (voz)
- Garfield's Pet Force (2009) – Charles (um personagem assustadoramente parecido com um cervo que grita persistentemente "Betty ?!") (voz)
- The Outback (2012) – Monty (voz)
- The Reef 2: High Tide (2012) – Schliemann (voz)

### Video and computer games
- Baldur's Gate – Eldoth Kron, Ogrillon, Scar
- Call of Duty - Ending voz
- Disney Universe – VIC
- Doom 3 – Sergeant Kelly
- Enemy Territory: Quake Wars – Stogg Nexus – AI Fax Anchor
- Eternal Darkness: Sanity's Requiem – Dr. Edwin Lindsey
- Freddy Pharkas: Frontier Pharmacist – Narrador
- Final Fantasy VII Remake – Domino
- Grand Chase - Dungeon
- Kinetica – Crank
- Legacy of Kain – Rahab, Malek the Sarafan, King Ottmar, Elzivir o Dollmaker
- Leisure Suit Larry series – Narrador
- Mass Effect – Codex Narrador
- Mass Effect 2 – Codex Narrador
- Mass Effect 3 – Codex Narrador
- Metal Gear Solid 2: Sons of Liberty – Navy SEAL
- Metal Gear Solid 3: Snake Eater – Colonel Volgin
- Microshaft Winblows 98 - voz
- Monkey Island 2 Special Edition: LeChuck's Revenge – Wally B. Feed
- The Curse of Monkey Island – Wally B. Feed
- Ninja Gaiden – Murai
- Onimusha 3 – Guildenstern[4]
- RAGE 2 – Dr. Kvasir, Legs, Wellspring Guard
- Return to Castle Wolfenstein – Higgs, Nazi Soldier No. 2
- Spyro: Year of the Dragon – Moneybags, Bentley
- Spyro: Enter the Dragonfly – Moneybags
- Spider-Man 3 – Luke Carlyle/Mad Bomber
- Star Trek: Elite Force II – Stemmons
- Star Wars: Galactic Battlegrounds – Han Solo
- Star Wars: X-Wing vs. TIE Fighter
- Star Wars: Rogue Squadron – Narrador, Han Solo, General Rieekan, Moff Kohl Seerdon, Narrador
- Star Wars: Masters of Teräs Käsi – Han Solo, Jodo Kast
- Star Wars: Rebellion – Han Solo, Stormtrooper, Comandante do Centro Comunicações Imperiais
- Star Wars: X-Wing Alliance – Admiral Nammo, Concourse PA Locutor, Imperial Officer, Rebel Pilot
- Star Wars: Force Commander – Han Solo, TR-SD Driver, Ruulian Computer Worker
- Star Wars: Starfighter – Trade Federation Officer, Rescue 3, Wingman
- Star Wars: Jedi Starfighter – Wingmate 2
- Star Wars: Knights of the Old Republic – vozes adicionais
- Summoner 2 – Krobelus, Pirata Medevan, Sharangir
- Vampire: The Masquerade – Bloodlines – Gorgeous Gary Golden
- Wolfenstein: Enemy Territory – Axis Commander